# With Teeth
With Teeth (pisane [WITH_TEETH]) – czwarty album studyjny amerykańskiego zespołu industrialnego Nine Inch Nails, wydany 3 maja 2005 roku przez Interscope Records. Został wyprodukowany przez frontmana Trenta Reznora wieloletniego kolaboranta Alana Mouldera. Płytę promowały single "The Hand That Feeds", "Every Day is Exactly the Same" i "Only".

## Lista utworów
1. "All the Love in the World" - 05:15
2. "You Know What You Are?" - 03:41
3. "The Collector" - 03:07
4. "The Hand That Feeds" - 03:31
5. "Love is Not Enough" - 03:41
6. "Every Day is Exactly the Same" - 04:54
7. "With Teeth" - 05:37
8. "Only" - 04:23
9. "Getting Smaller" - 03:35
10. "Sunspots" - 04:03
11. "The Line Begins to Blur" - 03:44
12. "Beside You in Time" - 05:24
13. "Right Where It Belongs" - 05:04
14. "Home" - 03:14 (utwór bonusowy w wydaniach nieamerykańskich)
15. "Right Where It Belongs (V2)" - 5:04 (wydania brytyjskie i japońskie)
16. "The Hand That Feeds" (Ruff Mix) - 3:58 (wydanie japońskie)

## Twórcy
- Tom Alien - konsola
- Adam Ayan - mastering
- Tom Baker - mastering
- Jeremy Berman - technik perkusji
- James Brown - inżynier
- Rich Costey - inżynier
- Jerome Dillon - perkusja
- Dave Grohl - perkusja
- Leo Herrera - inżynier, koordynator projektu
- Alan Moulder - producent, inżynier
- Rupert Parkes - programowanie
- Trent Reznor - śpiew, gitara, aranżer, producent, inżynier
- Atticus Ross - producent, programowanie, projekt dźwięku
- Rob Sheridan - projekt

## Teledyski
- "The Hand That Feeds" - reż. Rob Sheridan, 2005
- "Only" - reż. David Fincher, 2005